# Apaturinae
Apaturinae este o subfamilie de fluturi care include mai multe specii care poartă numele comun de "împărați".